# Ariadna brevispina
Ariadna brevispina là một loài nhện trong họ Segestriidae.
Loài này thuộc chi Ariadna. Ariadna brevispina được Lodovico di Caporiacco miêu tả năm 1947.